# Diocese de Vasai
A Diocese de Vasai (Latim:Dioecesis Vasaiensis) é uma diocese localizada no município de Baçaim, no estado de Maarastra, pertencente a Arquidiocese de Bombaim na Índia. Foi fundada em 22 de maio de 1998 pelo Papa João Paulo II. Com uma população católica de 141.181 habitantes, sendo 3,5% da população total, possui 92 paróquias com dados de 2018.

## História
Em 22 de maio de 1998 o Papa João Paulo II cria a Diocese de Vasai através do território da Arquidiocese de Bombaim.

## Lista de bispos
A seguir uma lista de bispos desde a criação da diocese em 1999.
|        | Nome                   | Período     | Notas                  |
| Bispos | Bispos                 | Bispos      | Bispos                 |
| ------ | ---------------------- | ----------- | ---------------------- |
| 3º     | Thomas Francis D’Souza | 2024-       | Atual                  |
| 2º     | Felix Anthony Machado  | 2009 - 2024 | bispo emérito          |
| 1º     | Thomas Dabre           | 1998 - 2009 | Nomeado bispo de Poona |